# Triplice frontiera

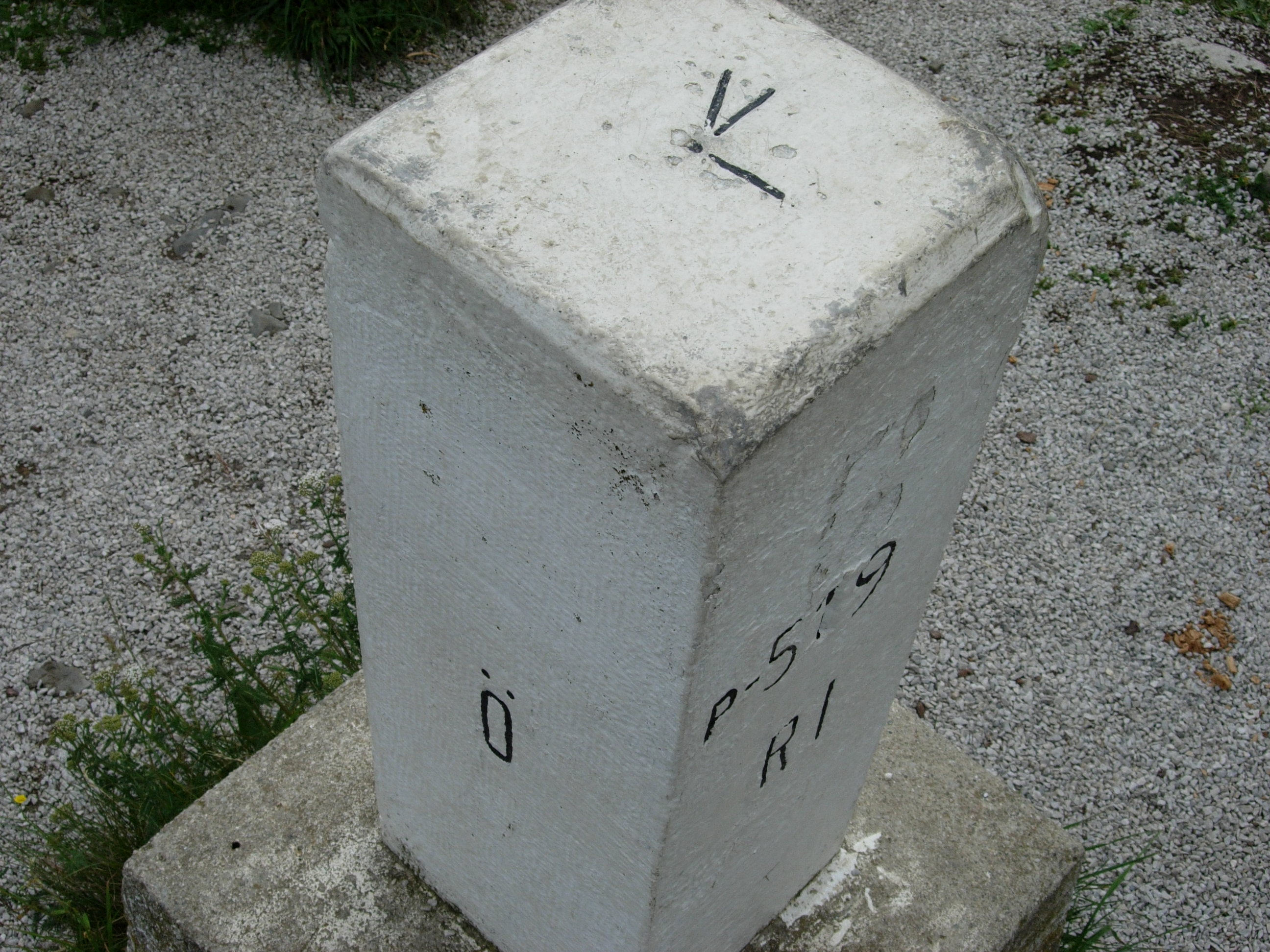
Il cippo di demarcazione del punto di frontiera tra Austria, Italia e Slovenia sul Monte Forno

Una triplice frontiera è il punto di terraferma in cui si incontrano i territori di tre Paesi diversi o, per estensione, di suddivisioni territoriali di grado inferiore a quello statale.
Nel mondo esistono 157 triplici frontiere internazionali.

## Numero di triplici frontiere
Il conteggio del totale delle triplici frontiere può variare in base a quali Paesi siano considerati sovrani sui diversi territori contesi presenti nel mondo e in base al fatto che vengano o meno considerate come Stati a loro stanti alcune unità politiche non universalmente riconosciute quali stati indipendenti.
La possibilità di avere punti di frontiera uguale o maggiore di tre aumenta con i limitrofi di uno Stato: la Cina, per esempio, ha 16 Paesi confinanti, la Russia 14; per contro, per esempio, il Portogallo solo uno, la Spagna.
Non avendo confini terrestri, Stati insulari come per esempio Giappone o Nuova Zelanda non hanno triplici frontiere.
Tuttavia, riguardo Paesi insulari non completamente circondati da acque internazionali, si può parlare di triplici confini marini nel caso di punto di incontro delle acque territoriali di tre di essi, come nel caso di Singapore, Malaysia e Indonesia che, pur non confinanti via terra, condividono un confine marittimo.

## Triplici frontiere internazionali
| Luogo                       | Stato 1              | Stato 2             | Stato 3            |
| --------------------------- | -------------------- | ------------------- | ------------------ |
| Africa                      |                      |                     |                    |
|                             | Algeria              | Libia               | Niger              |
|                             | Algeria              | Libia               | Tunisia            |
|                             | Algeria              | Mali                | Mauritania         |
|                             | Algeria              | Mali                | Niger              |
| Rio Chiloango               | Angola               | RD del Congo        | Rep. del Congo     |
|                             | Angola               | RD del Congo        | Zambia             |
|                             | Angola               | Namibia             | Zambia             |
|                             | Benin                | Burkina Faso        | Niger              |
|                             | Benin                | Burkina Faso        | Togo               |
|                             | Benin                | Niger               | Nigeria            |
|                             | Botswana             | Namibia             | Sudafrica          |
|                             | Botswana             | Namibia             | Zambia             |
|                             | Botswana             | Sudafrica           | Zimbabwe           |
|                             | Botswana             | Zambia              | Zimbabwe           |
|                             | Burkina Faso         | Costa d'Avorio      | Ghana              |
|                             | Burkina Faso         | Costa d'Avorio      | Mali               |
|                             | Burkina Faso         | Ghana               | Togo               |
|                             | Burkina Faso         | Mali                | Niger              |
|                             | Burundi              | RD del Congo        | Ruanda             |
|                             | Burundi              | RD del Congo        | Tanzania           |
|                             | Burundi              | Ruanda              | Tanzania           |
|                             | Camerun              | Rep. Centrafricana  | Ciad               |
|                             | Camerun              | Rep. Centrafricana  | Rep. del Congo     |
|                             | Camerun              | Gabon               | Rep. del Congo     |
|                             | Camerun              | Guinea Equatoriale  | Gabon              |
|                             | Rep. Centrafricana   | Ciad                | Sudan              |
| lago Ciad                   | Camerun              | Ciad                | Nigeria            |
|                             | Rep. Centrafricana   | RD del Congo        | Rep. del Congo     |
|                             | Rep. Centrafricana   | RD del Congo        | Sudan              |
|                             | Ciad                 | Libia               | Niger              |
|                             | Ciad                 | Libia               | Sudan              |
| lago Ciad                   | Ciad                 | Niger               | Nigeria            |
|                             | Costa d'Avorio       | Guinea              | Liberia            |
|                             | Costa d'Avorio       | Guinea              | Mali               |
|                             | Gibuti               | Eritrea             | Etiopia            |
|                             | Gibuti               | Etiopia             | Somalia            |
|                             | RD del Congo         | Ruanda              | Uganda             |
|                             | RD del Congo         | Sudan               | Uganda             |
| lago Tanganica              | RD del Congo         | Tanzania            | Zambia             |
|                             | Egitto               | Libia               | Sudan              |
|                             | Eritrea              | Etiopia             | Sudan              |
|                             | Etiopia              | Kenya               | Somalia            |
| Triangolo di Ilemi          | Etiopia              | Kenya               | Sudan del Sud      |
|                             | Guinea               | Guinea-Bissau       | Senegal            |
|                             | Guinea               | Liberia             | Senegal            |
|                             | Guinea               | Liberia             | Sierra Leone       |
|                             | Guinea               | Mali                | Senegal            |
|                             | Kenya                | Sudan del Sud       | Uganda             |
| lago Vittoria               | Kenya                | Tanzania            | Uganda             |
|                             | Malawi               | Mozambico           | Tanzania           |
|                             | Malawi               | Mozambico           | Zambia             |
|                             | Malawi               | Tanzania            | Zambia             |
|                             | Mali                 | Mauritania          | Senegal            |
|                             | Mozambico            | Sudafrica           | eSwatini           |
|                             | Mozambico            | Sudafrica           | eSwatini           |
| Crook's corner              | Mozambico            | Sudafrica           | Zimbabwe           |
|                             | Mozambico            | Zambia              | Zimbabwe           |
|                             | Ruanda               | Tanzania            | Uganda             |
| America                     |                      |                     |                    |
|                             | Belize               | Guatemala           | Messico            |
|                             | El Salvador          | Guatemala           | Honduras           |
| Cerro Zapaleri              | Argentina            | Bolivia             | Cile               |
|                             | Argentina            | Bolivia             | Paraguay           |
| Marco das Três Fronteiras   | Argentina            | Brasile             | Paraguay           |
| Ilha Brasileira             | Argentina            | Brasile             | Uruguay            |
| Triángulo Dionisio Foianini | Bolivia              | Brasile             | Paraguay           |
|                             | Bolivia              | Brasile             | Perù               |
| Visviri                     | Bolivia              | Cile                | Perù               |
| Tres Fronteras              | Brasile              | Colombia            | Perù               |
|                             | Brasile              | Colombia            | Venezuela          |
| monte Roraima               | Brasile              | Guyana              | Venezuela          |
|                             | Brasile              | Guyana              | Suriname           |
|                             | Brasile              | Francia             | Suriname           |
|                             | Colombia             | Ecuador             | Perù               |
| Asia                        |                      |                     |                    |
|                             | Afghanistan          | Cina                | Pakistan           |
|                             | Afghanistan          | Cina                | Tagikistan         |
| Zahedan                     | Afghanistan          | Iran                | Pakistan           |
|                             | Afghanistan          | Iran                | Turkmenistan       |
|                             | Afghanistan          | Tagikistan          | Uzbekistan         |
|                             | Afghanistan          | Turkmenistan        | Uzbekistan         |
| Umm az Zamul                | Arabia Saudita       | Emirati Arabi Uniti | Oman               |
|                             | Arabia Saudita       | Giordania           | Iraq               |
|                             | Arabia Saudita       | Giordania           | Kuwait             |
|                             | Arabia Saudita       | Oman                | Yemen              |
|                             | Armenia              | Azerbaigian         | Georgia            |
|                             | Armenia              | Azerbaigian         | Iran               |
|                             | Armenia              | Azerbaigian         | Turchia            |
|                             | Armenia              | Georgia             | Turchia            |
|                             | Azerbaigian          | Iran                | Turchia            |
|                             | Bangladesh           | India               | Birmania           |
|                             | Birmania             | Cina                | India              |
|                             | Birmania             | Cina                | Laos               |
|                             | Birmania             | Laos                | Thailandia         |
|                             | Cambogia             | Laos                | Thailandia         |
|                             | Cambogia             | Laos                | Vietnam            |
|                             | Cina                 | India               | Nepal              |
| Ghiacciaio Siachen          | Cina                 | India               | Pakistan           |
|                             | Cina                 | Laos                | Vietnam            |
| fiume Tumen                 | Cina                 | Corea del Nord      | Russia             |
|                             | Cina                 | Kazakistan          | Russia             |
|                             | Cina                 | Kirghizistan        | Tagikistan         |
|                             | Cina                 | Mongolia            | Russia             |
|                             | Cina                 | Mongolia            | Russia             |
|                             | Giordania            | Iraq                | Siria              |
|                             | Giordania            | Israele             | Siria              |
|                             | Iran                 | Iraq                | Turchia            |
|                             | Iraq                 | Siria               | Turchia            |
| monte Hermon                | Israele              | Libano              | Siria              |
|                             | Kazakistan           | Kirghizistan        | Uzbekistan         |
|                             | Kazakistan           | Turkmenistan        | Uzbekistan         |
|                             | Kirghizistan         | Tagikistan          | Uzbekistan         |
| Europa                      |                      |                     |                    |
| lago Prespa                 | Albania              | Grecia              | Macedonia del Nord |
|                             | Albania              | Macedonia del Nord  | Kosovo             |
|                             | Albania              | Montenegro          | Kosovo             |
| Pic de Médécourbe           | Andorra              | Spagna              | Francia            |
|                             | Andorra              | Spagna              | Francia            |
|                             | Austria              | Rep. Ceca           | Germania           |
|                             | Austria              | Rep. Ceca           | Slovacchia         |
| lago di Costanza            | Austria              | Germania            | Svizzera           |
| monte Forno                 | Austria              | Italia              | Slovenia           |
| Piz Lat                     | Austria              | Italia              | Svizzera           |
| fiume Reno                  | Austria              | Liechtenstein       | Svizzera           |
| Naafkopf                    | Austria              | Liechtenstein       | Svizzera           |
|                             | Austria              | Slovacchia          | Ungheria           |
|                             | Austria              | Slovenia            | Ungheria           |
| fiume Chiers                | Belgio               | Francia             | Lussemburgo        |
| fiume Our                   | Belgio               | Germania            | Lussemburgo        |
| Vaalserberg                 | Belgio               | Germania            | Paesi Bassi        |
|                             | Bielorussia          | Lettonia            | Lituania           |
|                             | Bielorussia          | Lettonia            | Russia             |
|                             | Bielorussia          | Lituania            | Polonia            |
|                             | Bielorussia          | Polonia             | Ucraina            |
| Tre sorelle                 | Bielorussia          | Russia              | Ucraina            |
|                             | Bosnia ed Erzegovina | Croazia             | Montenegro         |
| fiume Sava                  | Bosnia ed Erzegovina | Croazia             | Serbia             |
| monte Tumba                 | Bulgaria             | Grecia              | Macedonia del Nord |
|                             | Bulgaria             | Grecia              | Turchia            |
|                             | Bulgaria             | Macedonia del Nord  | Serbia             |
| fiumi Danubio e Timok       | Bulgaria             | Romania             | Serbia             |
|                             | Rep. Ceca            | Germania            | Polonia            |
|                             | Rep. Ceca            | Polonia             | Slovacchia         |
| fiume Danubio               | Croazia              | Serbia              | Ungheria           |
|                             | Croazia              | Slovenia            | Ungheria           |
|                             | Estonia              | Lettonia            | Russia             |
| Treriksrøysa                | Finlandia            | Norvegia            | Russia             |
| Treriksröset                | Finlandia            | Norvegia            | Svezia             |
| fiume Mosella               | Francia              | Germania            | Lussemburgo        |
| Dreiländereck               | Francia              | Germania            | Svizzera           |
| monte Dolent                | Francia              | Italia              | Svizzera           |
|                             | Lituania             | Polonia             | Russia             |
| Briceni                     | Moldavia             | Romania             | Ucraina            |
| fiume Prut                  | Moldavia             | Romania             | Ucraina            |
| Kremenec'                   | Polonia              | Slovacchia          | Ucraina            |
|                             | Romania              | Ucraina             | Ungheria           |
| fiume Tibisco               | Slovacchia           | Ucraina             | Ungheria           |

## Accordi internazionali
Mentre l'esatta collocazione della linea di confine tra due nazioni viene normalente definita grazie a trattati bilaterali, per definire la posizione di una triplice frontiera possono essere necessari accordi trilaterali. Per esempio Cina, Russia e Mongolia hanno definito la posizione di due triplici frontiere (la convergenza con un trattato trilaterale firmato a Ulan Bator il 27 gennaio 1994. L'accordo specificava che un manufatto per segnalare la triplice frontiera sarebbe stato eretto in corrispondenza del più orientale di questi due punti, una località chiamata Tarbagan-Dakh (49°50′44.25″N 116°42′50.49″E), ma che nessuna forma di segnalazione sarebbe stata predisposta per il secondo di questi punti (definito su un picco chiamato Tavan-Bogdo-Ula).

## Alcune triplici frontiere del passato
- L'Angolo dei Tre Imperatori (in polacco Trójkąt Trzech Cesarzy, in tedesco: Dreikaisereck, in russo Угол трёх императоров?) era il punto di congiunzione tra i territori dell'Impero Asburgico, dell'Impero russo e dell'Impero Tedesco.
- La Cima Garibaldi (in tedesco: Dreisprachenspitze,  in romancio: Piz da las Trais Linguas ) era la triplice frontiera tra l'Impero Asburgico, il Regno d'Italia e la Svizzera.
- La Rocca dei Tre Regni (in portoghese: Penedo dos Três Reinos) era lo storico punto di convergenza tra il Portogallo, il Regno di León e Regno di Galizia.[4]
- Il Tossal dels Tres Reis era la triplice frontiera tra Regno di Valencia, Regno di Aragona e Regno di Catalogna.[5]
- La Foce dei Tre Confini, un passo dell'Appennino, fino al 1797 era confine tra Repubblica di Genova, Granducato di Toscana e Ducato di Parma, e dopo l'annessione della Repubblica di Genova al Regno di Sardegna divenne confine tra il Regno di Sardegna, il Granducato di Toscana e Ducato di Parma[6]; con l'unità d'Italia è rimasto un triplice confine regionale.
- L'Alpe Tre Potenze, una montagna dell'Appennino Tosco-Emiliano, era anticamente il triplo confine tra il Granducato di Toscana, il Ducato di Modena ed il Ducato di Lucca.
- Il Pizzo dei Tre Signori, montagna delle Alpi Orobie, punto geografico di spartizione tra lo Stato di Milano, la Repubblica di Venezia e la Repubblica delle Tre Leghe nella Confederazione Elvetica, quand'essa occupava la Valtellina.